# Hollywood Forever (90210)
«Да здравствует Голливуд!» (англ. Hollywood Forever) — седьмая серия первого сезона американского телесериала «90210: Новое поколение», премьера которого состоялась 7 октября 2008 года (вторник). Режиссёр — Норман Бакли по сценарию Кэприс Крэйн, на основе персонажей, созданных Дарреном Старом. Автор идеи — Роб Томас, создатель успешного сериала «Вероника Марс».
Премьера эпизода в России состоялась 10 февраля 2010 года на канале Муз-ТВ.

## Сюжет
Гарри приводит в класс Райан новенькую по имени Кимберли МакЭнтайер — с самого начала девушка показывает крутой характер. В классе Итана, Энни и Навида проходит эксперимент, в ходе которого студентов разделяют на пары, которые будут воспитывать ребёнка — куклу с сенсорными датчиками, улавливающими малейшее неудовольствие «ребёнка». Итана и Энни ставят в пару, а Навида дают в пару Майкла. Сильвер устраивает «Полуднюху» — празднование полугода, оставшегося до её следующего Дня Рождения — на знаменитом кладбище «Hollywood Forever». Наоми волнуется за Адрианну, о наркозависимости которой сплетничает вся школа. Трейси говорит Гарри, что она собирается нанять частного детектива, чтобы найти их сына. Адрианна и Энни идут на пробы, приглашение не которые они получили во время показа мод.
Энни и Итан решают вместе пойти на празднование «Полуднюхи», однако оба отрицают тот факт, что встреча похожа на свидание. Пока Келли находится в отъезде, Сильвер хочет перекрасить стену в своей комнате в чёрный. Кроме того, ярая поклонница фильмов ужасов, Сильвер устраивает кино-марафон для Диксона. Дэбби не нравится, что во время каждого прихода садовника, Табита купается в бассейне обнажённой. Гарри рассказывает жене о намерениях Трейси. Во время разговора с Констанс, Наоми понимает, что Адрианна обманывает всех и у неё серьёзные проблемы. Диксон засыпает во время просмотра фильмов, и Сильвер на него обижается. Кроме того, родители Диксона вне себя от волнения, так как он не отвечал на звонки. Кимберли флиртует с Райаном. Гарри не нравится, что Трейси действует без его ведома, а во время разговора в его офисе Трейси целует Гарри. Во время отбывания наказания после уроков, Кимберли пытается узнать у Джорджа, как подростки здесь веселятся. Наоми выводит Адрианну на чистую воду, и в этот момент в школе начинается облава на студентов, у которые хранят наркотики. Наоми выручает девушку — она хватает помаду Адрианну, где она хранит наркотики, и смывает их в туалет, но её ловит и арестовывает полиция. Энни видит эту сцену и вместе с Итаном пытается убедить Адрианну признаться в том, что это её наркотики.
Отец Наоми считает, что это выходка — попытка Наоми привлечь внимание родителей, однако на этот раз он не сможет легко помочь дочери. При лучшем раскладе этот случай попадёт в её личное дело. Наоми просит подругу во всём признаться. Девушка уже было решается на этот шаг, но Констанс, обрадованная тем фактом, что дочь якобы получила роль, признаётся, что они чуть было не потеряли дом. Райан знакомится через Интернет с моделью Жаклин, и идёт с ней на свидание на кладбище, где показывают фильм «Психо». Гарри и Дэбби также отправляются на просмотр, где Гарри рассказывает жене, что Трейси его поцеловала, а Дэбби в ответ говорит, что она скучает по Канзасу. Кимберли видит Райан с его подругой, и молодой преподаватель начинает считать, что девушка в него влюблена. Наоми и её отец ждут появления Адрианны на встрече с адвокатом. Гарри тайком встречается с Кимберли, и становится ясно, что она — полицейский под прикрытием. Энни и Итан почти целуются, но их отвлекают. Наоми оставляет гневное сообщение на автоответчике Адрианны, не подозревая, что в этот момент врачи борются за её жизнь.

## В ролях
| Основной состав: - Шеней Граймс — Энни Уилсон - Тристан Уайлдз — Диксон Уилсон - Анна-Линн Маккорд — Наоми Кларк - Дастин Миллиган — Итан Уорд - Майкл Стэгер — Навид Ширази - Джессика Строуп — Эйрин Сильвер - Райан Эгголд — Райан Меттьюз - Роб Эстес — Гарри Уилсон - Лори Локлин — Дебби Уилсон - Джессика Уолтер — Табита Уилсон | Приглашённые звёзды: - Джессика Лаундс — Адрианна Тэйт-Дункан - Джессика Лукас — Кимберли МакЭнтайер - Мэйв Квинлен — Констанс Тэйт-Дункан - Кристина Мур — Трейси Кларк - Джеймс Патрик Стюарт — Чарльз Кларк - Келан Латц — Джордж Эванс - Шарлин Амоя — Мисс Уэллс - Джоэлль Тен Дамме — Элвуд - Брендон Майкл Вейда — Майк - Кассиусс Уиллис — Оуэнс - Мелинда Сворд — Жаклин - Марго Харшман — Девушка в карцере - Рита Косидайн — Агент по кастингу |

## Факты
- Слоган эпизода: «The Richer They Are — The Harder They Fall…».
- Когда учитель наставляет класс по поводу родительских забот, она кладёт куклу на парту Итана. Но в следующем кадре, когда женщина возвращается в обратном направлении из-за спины Итана — кукла снова у неё в руках.
- Это первый эпизод, в котором не появляется ни одни актёр из оригинального сериала.
- «Hollywood Forever» — название известного кладбища в Лос-Анджелесе.
- Кимберли произносит: «Ну, раз мы оба здесь и сейчас…» (англ. If I’m Here & You’re Here…). Это цитата из фильма 1982 года под названием «Весёлые времена в школе Риджмонт» (англ. Fast Times At Ridgemont High) с Шоном Пенном в главной роли. В одной из сцен его герой Джефф Спиколи произносит: «Ну, раз мы оба здесь и сейчас, может, настало НАШЕ время?» (англ. If I’m Here & You’re Here, Doesn’t That Make It OUR Time?).
- Адрианна говорит: «Отчаянно хочу быть такой же классной мамочкой…» (англ. Desperate To Be Mommy Dearest). «Mommie Dearest» (англ. Mommie Dearest) — название фильма 1981 года, рассказывающего о девочке, которую удочерила известная голливудская актриса и которой женщина предъявляла слишком много требований.
- В эпизоде дважды упоминается фильм 1960 года «Психо» (англ. Psycho), режиссёром которой стал легендарный режиссёр ужасов и триллеров Альферд Хичкок: Сильвер говорит об этом фильме в начале серии, а также герои смотрят его на кладбище — именно в саундтреке этого фильме использован знаменитый «скрипучий» тревожный звук, часто появляющийся в кино-пародиях.
- Энни говорит: «Нет места лучше, чем дом!» (англ. There's No Place Like Home!). Эту фразу произносила героиня Дороти из книги и фильма «Волшебник страны Оз» (англ. The Wizard Of Oz), чтобы с помощью своих красных туфелек вернуться домой в Канзас.
- «Полуднюха» Сильвер носит официальное название: «Sil Vicious» в честь британского музыканта Сида Вишеса — бас-гитариста группы Sex Pistols.
- Спутница Райана говорит, что она играла роль трупа в известном детективном сериале «C.S.I.: Место преступления» (англ. CSI: Crime Scene Investigation).
- Дэбби говорит: «Никто не ставит малышку в угол…» (англ. Nobody Puts Baby In The Corner). Это легендарная цитата из не менее легендарной молодёжной мелодрамы 1987 года «Грязные танцы» (англ. Dirty Dancing), в которой главный герой Джонни (в исполнении Патрика Суэйзи) выводит героиню Дженнифер Грей по имени Френсис, которую все зовут просто Малышка (англ. Baby), из-за стола в углу, чтобы станцевать с ней на сцене на глазах у все изумлённой публики.
- Сильвер собирается покрасить стену в чёрный цвет. В оригинальном сериала Келли в 17 лет тоже перекрашивала стены в своей комнате.
- Диксон и Сильвер смотрят фильм «Дом 1000 трупов».
- Во время проб помощница агента по кастингу передаёт женщине фото Адрианны. Это настоящие фото для кастингов актрисы Джессики Лаундс.
- В классе упоминается роман «1984» Джорджа Оруэлла, снятый по нему фильм и термин «Большой Брат».
- Итан говорит: «Я вижу мертвецов» (англ. I See Dead People) — это знаменитая фраза из культового фильма «Шестое чувство» с Брюсом Уиллисом в главной роли психиатра, работающего с мальчиком, способного общаться с призраками.
- Сюжет, в котором полицейский под прикрытием притворяется школьником лёг в основу сериала «Джамп-стрит, 21» с Джонни Деппом в главной роли.

## Музыка эпизода
Список композиций, звучавших в эпизоде, опубликован на официальном сайте сериала:
- «Tomorrow» в исполнении Sixx:A.M. (Сцена: начало эпизода, Райан представляет Кимберли классу).
- «Cacophony» в исполнении Tilly & the Wall (Сцена: Сильвер говорит с Диксоном о вечеринке).
- «Hot 'N' Cold» в исполнении Кэти Перри (Сцена: Наоми узнаёт о «ребёнке» Итана и Энни).
- «Worry About You» в исполнении 2AM Club (Сцена: Сильвер говорит с Райаном и Диксоном).
- «You May Be In Darkness» в исполнении Simone White (Сцена: Адрианна идёт домой, чтобы поговорить с матерью).
- «Blitzkrieg Bop» в исполнении the Ramones (Сцена: Сильвер и Диксон фотографируются у памятника Джонни Рамона).
- «Not To Hurt You» в исполнении Ananova (Сцена: Райан встречается с девушкой, с которой он познакомился в Интернете).
- «Be OK» в исполнении Ингрид Майклсон (Сцена: Итан и Энни приезжают на кладбище).
- «Feather» в исполнении Ananova (Сцена: Дебби и Гарри обсуждают поведение Трейси).
- «I Don’t Know Why» в исполнении A-501 (Сцена: Райан со своей спутницей встречают Кимберли).
- «The Knife» в исполнении оркестра под руководством Бернарда Херрманна (Сцена: Диксон поздравляет Сильвер с «Полуднюхой»).
- «The Search» в исполнении оркестра под руководством Бернарда Херрманна (Сцена: Гарри встречает Кимберли; Итан и Энни разбираются со своим ребёнком).
- «The Cellar» в исполнении оркестра под руководством Бернарда Херрманна (Сцена: Итан пытается поцеловать Энни).
- «Any Other World» в исполнении Мика (Сцена: конец эпизода, разгневанная Наоми оставляет Адрианне сообщение).

## Критика
В день премьеры в США эпизод посмотрели 3,12 млн зрителей.
Мишелль Зоромски с сайт «IGN» написала в своём обзоре, что «к удивлению, персонажи и сюжетные линии шоу становятся интересней с каждым эпизодом»: новая героиня Кимберли в исполнении Джессики Лукас показала в первые же секунды появления на экране всё то, чего не хватало Наоми Кларк, а сцены к участием Джессики Уолтер в роли Табиты Уилсон как всегда превосходны. Также Мишелль отметила сюжетную линию Наоми и Адрианны и финал эпизода, который «интригует».
Дженнифер Сапа с сайта «Voices.Yahoo!» также отметила, что все остальыне сюжетные линии кажутся незначительными по сравнению с историей Наоми и Адрианны, а финал эпизода со словами разгневанной Наоми «Ты умерла для меня!» оказался «невероятно волнующим» — он показался ярким и депрессивным контрастом всему тому, что было показано ранее в сериале, добиваясь невероятной «драматичности, которую не ожидаешь от этого шоу».
Оба обозревателя отметили удачную шутку Дэбби Уилсон «Никто не ставит крошку в угол» — знаменитую цитату из мелодрамы «Грязные танцы», которую «смогут понять лишь родители зрителей шоу». Кроме того, по мнению Дженнифер, эпизод содержал достаточное количество отсылок к молодёжной классике 1980-х годов, что «само по себе довольно круто».